# Apiocera pallida
Apiocera pallida är en tvåvingeart som beskrevs av Norris 1936. Apiocera pallida ingår i släktet Apiocera och familjen Apioceridae. Inga underarter finns listade i Catalogue of Life.